# 堯胤法親王
堯胤法親王（1458年—1520年），是日本戰國時代的法親王，生父是伏見宮貞常親王，伏見宮邦高親王的同胞兄弟。他也是天台宗的天台座主和三千院的門跡。

## 經歷
應仁二年（1468年）在京都三千院出家，文明三年（1471年）成為後花園天皇的猶子而接受親王宣下。明應二年（1493年）就任天台座主，為重建被摧毀的比叡山根本中堂而努力。
| 宗教頭銜    | 宗教頭銜                                      | 宗教頭銜          |
| ----------- | --------------------------------------------- | ----------------- |
| 前任： 義堯 | 三千院門跡 第39世                             | 繼任： 彥胤法親王 |
| 前任： 尊應 | 天台座主 第161世 1493年5月15日－1518年5月22日 | 繼任： 覺胤法親王 |